# Speak to Me (Depeche Mode)
Speak to Me är en låt av den brittiska gruppen Depeche Mode. Den utgavs som singel den 11 augusti 2023. "Speak to Me", som finns med på albumet Memento Mori, är gruppens femtiosjätte singel totalt.

## Låtlista
Alla låtar är skrivna och komponerade av Dave Gahan, Christian Eigner, James Ford and Marta Salogni. 
| 1. | Speak to Me (HI-LO Remix) | 3:45 |

| 1. | My Cosmos Is Mine (ANNA Remix)     | 8:01 |
| 2. | Speak to Me (HI-LO Extended Remix) | 5:55 |